# Copris fujiokai
Copris fujiokai là một loài bọ cánh cứng trong họ Bọ hung (Scarabaeidae).